# Hüseyn Həsənov
Hüseyn Həsənov (26 de septiembre de 1986) es un deportista azerbaiyano que compitió en atletismo adaptado. Ganó una medalla de bronce en los Juegos Paralímpicos de Londres 2012 en la prueba de salto de longitud (clase F46).

## Palmarés internacional
| Juegos Paralímpicos | Juegos Paralímpicos   | Juegos Paralímpicos | Juegos Paralímpicos   |
| Año                 | Lugar                 | Medalla             | Prueba                |
| ------------------- | --------------------- | ------------------- | --------------------- |
| 2012                | Londres (Reino Unido) | Medalla de bronce   | Salto de longitud F46 |